# Pálkövi Antal
Pálkövi Antal (eredeti családneve Palkovics, Sajókaza, 1816. december 4. – Sárospatak, 1862. május 6.) tanár, történetíró.

## Életpályája
A gimnáziumi tanulmányait Sajógömörön és Rozsnyón végezte. A teológiát 1834-ben Lőcsén, a jogtudományokat 1839-ben Eperjesen hallgatta. Később itt lett irodalom- és angol nyelvtanár. 1840-ben visszatért szülőföldjére, ahol pap lett. 1843-ban a sárospataki főiskola tanárának választották meg. Az 1848-49. évi szabadságharcban élénken részt vett.

## Művei
- Az emberi művelődés története (Sárospatak, 1845);
- Magyarország története (uo., 1-3. köt., 1852., 1854., 1857.) I. kötet II. kötet III. kötet